# Niceta Eugeniano
Niceta Eugeniano (in greco Νικήτας Εὐγενειανός?; XII secolo) è stato uno scrittore bizantino.

## Biografia
Della sua vita non si sa quasi nulla e le maggiori informazioni in proposito sono desunte dalle sue stesse opere. Fu quasi certamente amico di Teodoro Prodromo (forse ne fu allievo) e precettore di Stefano Comneno, figlio di Costantino Comneno e dunque appartenente a un ramo della famiglia regnante.

## Opere

### Drosilla e Caricle
Niceta Eugeniano fu autore di un romanzo bizantino d'amore, di nove libri, prevalentemente in versi dodecasillabi. Secondo l'indicazione di un manoscritto, il Par. gr. 2908 (copiato attorno al 1500 da Giorgio Ermonimo), il romanzo fu scritto "in imitazione del beatissimo filosofo Prodromo"; gli studiosi ritengono che il Prodromo in questione sia Teodoro Prodromo e datano quindi la composizione del romanzo a dopo la sua morte.
Il romanzo è conservato in quattro manoscritti, tutti derivanti dal medesimo archetipo Ω, e non sembra aver attirato particolari attenzioni da parte degli umanisti. Niceta Eugeniano attinge qui a piene mani dalle Etiopiche di Eliodoro di Emesa, ma anche dal Rodante e Dosicle di Teodoro Prodromo, mentre non è sempre chiaro il suo rapporto con l'Ismine e Isminia di Eustazio Macrembolita. Gli studi hanno comunque mostrato che Niceta Eugeniano deve aver composto la propria opera almeno un decennio dopo Eustazio Macrembolita.

### Monodie per Teodoro Prodromo
Niceta Eugeniano compose tre monodie (cioè lamenti funebri) per la morte di Teodoro Prodromo, una in prosa e due in versi.

### Altre opere
Altre opere attribuite a Niceta Eugeniano sono:
- due epitalami per una coppia di sposi non identificata, uno in dodecasillabi e l'altro in esametri;
- una collezione di epigrammi, parafrasi di carmi già contenuti nell'Antologia Palatina, utilizzati anche nel romanzo;
- una orazione funebre per Stefano Comneno (m. 1156/7);
- una lettera, diretta Εἰς Γραμματικὴν ἐρωμένην (in greco classico: Eis Grammatikēn erōmenēn; in greco bizantino: Is Grammatikin eromenin; "All'amata Grammatica").

Tutte queste opere sono anonime nei manoscritti e sono state attribuite a Niceta Eugeniano sulla base dello stile. A Niceta Eugeniano è stato attribuito anche un breve carme in lode di Cariclea, l'eroina delle Etiopiche di Eliodoro, precedentemente attribuito a Teodoro Prodromo.

### Attribuzioni discusse
A Niceta Eugeniano sono state variamente attribuite le seguenti opere, la cui paternità non è tuttavia certa:
- una serie di esercizi grammaticali, alcuni dei quali trovano riscontro nell'orazione funebre;
- una satira (nei manoscritti Ἀνάχαρσις ἢ Ανανίας, Anacharsis ē Ananias, Anacharsis i Ananias, "Anacarsis o Ananias");
- un'ulteriore monodia, la cui attribuzione è ora rifiutata.

### Drosilla e Caricle
- Jean Fr. Boissonade (ed.), Nicetae Eugeniani narrationem amatoriam et Constantini Manassis fragmenta, I-II, Parisiis 1819: edizione con traduzione latina e testo a fronte.
  - ristampato in: G. A. Hirschig, Ph. Le Bas, J. Lapaume, J.-Fr. Boissonade (edd.), Ἐρωτικῶν λόγων συγγράφεις. Erotici scriptores Graeci, Parisiis 1856.
- Rudolf Hercher (ed.), Ἐρωτικῶν λόγων συγγράφεις. Erotici scriptores Graeci, vol. II, Lipsiae 1859: edizione critica.
- Fedor A. Petrovskij (a c. di) Nikita Evgenian. Povest' o Drosille i Kharikle, Mosca 1969: traduzione russa.
- Quintino Cataudella (a c. di), Niceta Eugeniano. Le avventure di Drosilla e Charicle, Palermo 1988: traduzione italiana.
- Nicetas Eugenianus, De Drosillae et Chariclis amoribus, edidit Fabricius [= Fabrizio] Conca; apparatui fontium operam dedit Andreas Giusti, Amsterdam, J. C. Gieben, 1990, ISBN 978-90-70-26595-3.
- Fabrizio Conca (a c. di), Il romanzo bizantino del XII secolo. Teodoro Prodromo – Niceta Eugeniano – Eustazio Macrembolita – Constantino Manasse, Torino 1994: traduzione italiana con testo a fronte e commento.
- Karl Plepelits (a c. di.), Niketas Eugenianos. Drosilla und Charikles, Stuttgart 2003: traduzione tedesca e commento.
- Joan Burton, A Byzantine Novel. Drosilla and Charikles by Niketas Eugenianos, Wauconda 2004.
- Four Byzantine Novels, translated with introductions and notes by Elizabeth Jeffreys, Liverpool, Liverpool University Press, ISBN 9781781380079.

### Monodie per Teodoro Prodromo
- Louis Petit, "Monodie de Nicétas Eugénianos sur Théodore Prodrome", in Vizantiskij Vremennik 9 (1902), pp 446–63: edizione della monodia in prosa.
- Carlo Gallavotti, "Novi Laurentiani codicis analecta", in Studi bizantini e neoellenici, n.s. 4 (1935), pp. 203–36: edizione delle due monodie in versi.

### Altre opere
- Jean Fr. Boissonade (ed.), Nicetae Eugeniani narrationem amatoriam et Constantini Manassis fragmenta, vol. II, Parisiis 1819: edizione con traduzione latina a fronte della lettera "a Grammatica".
- Spyridion Lambros, "Ἐπιγράμματα ἀνέκδοτα", in Νέος Ἑλληνομνήμων 11 (1914), pp. 353–58: edizione degli epigrammi dal codice Vaticano, Urb. gr. 134.
- Carlo Gallavotti, "Novi Laurentiani codicis analecta", in Studi bizantini e neoellenici, n.s. 4 (1935), pp. 203–36: edizione degli epitalami.
- Brigitte Helfer, Nicetas Eugenianos, ein Rhetor und Dichter der Komnenzeit. Mit einer Edition des Epithaphios auf den Grossdrungarios Stephanos Komnenos, diss., Wien 1971: edizione dell'epitaffio per Stefano Comneno.
- Carme per Cariclea:  Nunzio Bianchi, Lettori di Eliodoro a Bisanzio: il carme per Cariclea, in Graeco-Latina Brunensia, vol. 15, n. 2, 2010,  pp. 13-24.

### Attribuzioni discusse
- Ioannis D. Polemis, ‘Προβλήματα τῆς βυζαντινῆς σχεδογραφίας’, in Hellenika 45 (1995), pp. 277–302: studio degli esercizi grammaticali.
- Dimitrios A. Christides, Μαρκιανὰ ἀνέκδοτα. 1. Ἀνάχαρσις ἢ Ανανίας, 2. Ἐπιστολές -Σιγίλλιο, diss., Thessaloniki 1984: edizione della Anacharsis.
- Alexandros Sideras, 25 ἀνέκδοτοι βυζαντινοί ἐπιτάφιοι. Unedierte byzantinische Grabreden, Thessaloniki 1991: edizione della monodia.